# Village de Noël de Liège
 (septembre 2020).
Si vous disposez d'ouvrages ou d'articles de référence ou si vous connaissez des sites web de qualité traitant du thème abordé ici, merci de compléter l'article en donnant les références utiles à sa vérifiabilité et en les liant à la section « Notes et références ».
Le Village de Noël de Liège est l'un des plus grands et plus anciens marchés de Noël de Belgique. Il s'installe chaque année durant tout le mois de décembre sur la place Saint-Lambert et la place du Marché (autour du Perron). Il compte au total 200 exposants. L'édition 2024 est la 37e.
Associé à la patinoire de la place de la Cathédrale et aux chalets qui l'entourent, au festival du cirque européen et à d'autres initiatives (festival de sapins, nocturnes), il se place sous l'étendard Liège, cité de Noël.

## Histoire
Le marché de Noël est de tradition récente, comparé à ses homologues germaniques. Au milieu des années 1980, les commerçants de la place du Marché exprimèrent la volonté que soit organisé un évènement pendant les fêtes. Ce défi est relevé par l'asbl Le Tournevent, de sorte qu'en 1986 a lieu sur la place du Marché la première édition du « Village de Noël », qui était à l'époque composé en tout et pour tout d'une dizaine d'échoppes sous parasols. Le Village durait alors environ une semaine autour du 24 décembre.
L'année suivante, l'asbl Enjeu se joignit à l'aventure, et décida de placer les exposants dans des chalets de bois afin de créer une véritable ambiance de Noël. L'asbl Enjeu prit la direction des commerçants, tandis que l'asbl Le Tournevent prenait en charge les artisans, en vue de promouvoir l'artisanat de la Région wallonne et d'ailleurs.
Au milieu 1990, la seule place du Marché devint trop petite pour contenir le Village de Noël grandissant. La partie « artisans » déménagea donc place Saint-Lambert.
La période d'exposition s'allongea progressivement pour atteindre actuellement la totalité du mois de décembre.
Au début des années 2000, le Village accueillit la crèche géante et animée La crèche du Vieux Paris, suivie l'année suivante par  la crèche des Andes, puis par la crèche de Provence.
En 2005 une délégation suisse fut accueillie comme hôte d'honneur du Village de Noël et présenta diverses animations, dont un chalet-restaurant proposant des fondues au fromage. Ce concept d'hôte d'honneur se poursuivit avec la présence en 2006 d'une délégation québécoise (présence notamment d'un tipi et d'une cabane à sucre.
Dès 2005, le Village proposa d'autres animations, notamment une grande roue de 30 m de haut aux couleurs de Noël, sur la Place du Marché. Suivirent ensuite divers carrousels, une piste de luge de 10 mètres de haut, etc.
Les animations de Noël s'accrurent également au début des années 1990 par la création d'un troisième « îlot » de 40 chalets situés place de la Cathédrale et dans ses environs, rassemblés autour d'une patinoire extérieure, accessible jusqu'au premier weekend de janvier. Avec d'autres animations de saison, cet événement organisé par la sprl Dynamic Events et le Village de Noël prennent l'appellation « Liège, Cité de Noël ».
Le 13 décembre 2011, les abords du marché de Noël sont le théâtre d'une tuerie qui provoquera la mort de cinq personnes avant le suicide de l'auteur de la fusillade.
L'édition 2014-2015 accueille un festival de sculpture de glace, le Disneyland Paris Ice Dreams. situé sur le parvis de la gare de Liège-Guillemins.
En 2018, Liège obtient le titre de capitale européenne de Noël 2018, projet de La Fundacion Iberoamérica Europa (Madrid) soutenu avec le haut Patronage du Parlement européen.
L'édition 2024 accueille en nouveauté: une "Pyramide de Noël" de douze mètres de hauteur: tradition remontant au Moyen Âge provenant d'Allemagne.

## Concept
Contrairement aux marchés de Noël germaniques, le Village de Noël de Liège est un véritable village au cœur de la Cité Ardente, et non un simple marché. En effet, différents personnages et bâtiments composent ce village: un mayeur, un curé, un facteur, un policier (depuis 2024), un conseil villageois dûment épitogé, une mairie, une église, et les habitants (les exposants).
Chaque semaine paraît l'hebdomadaire du village: la "Gazète di Noyé". Celle-ci est distribuée aux habitants (exposants) par le facteur du village. Elle est également publiée sur la page Facebook du village.

## Photos
- Galerie de photos